# Орника
О̀рника (на италиански: Ornica; на ломбардски: Örniga, Ьорнига) е село и община в Северна Италия, провинция Бергамо, регион Ломбардия. Разположено е на 922 m надморска височина. Населението на общината е 150 души (към 2017 г.).